# Герб Вінницького району
Герб Ві́нницького райо́ну — офіційний символ Вінницького району Вінницької області, затверджений 17 квітня 2008 р. рішенням Вінницької районної ради. Автор гербу — вінницький історик та геральдист Юрій Легун.

## Опис
На зеленому полі розташовано срібний хвилястий стовп зі шитком, на якому знаходиться герб Вінниці. У верхньому правому куті зображено золоте шістнадцятипроменеве сонце з людським обличчям; в нижньому лівому — квітуча яблунева гілка. Облямівка щита складається з двох кольорів: згори та зліва — червоного, з правого боку та знизу — з чорних і срібних відрізків, що чергуються. Щит обрамлено декоративним картушем, прикрашеним з боків золотим пшеничним колоссям, а в нижній частині — золотим дубовим листям і зеленою гілкою калини з червоними ягодами. Гілки перевиті стрічками кольорів Державного Прапора України та прапора Вінницької області.